# 岩元里夏
岩元 里夏（いわもと りか、7月31日 - ）は、日本の声優、舞台女優、講師。劇団ムーンライト所属。静岡県出身。旧芸名は岩本 里夏。

## 略歴
勝田声優学院卒業生。
以前はオフィス野沢に所属していた。

## 人物
趣味・特技はバレーボール、観劇、ライブ鑑賞、遠泳。
好きなジャニーズはSMAP、KAT-TUN、生田斗真。
好きなテレビはROOKIES。
好きな食べ物は海老、すいか、メロン。

## 出演

### テレビアニメ
- 名探偵コナン（1998年、小学生）
- きらりん☆レボリューション（2006年、女）

### OVA
- きらめき森のヤンタくん（1994年）

### ゲーム
- ダークシードII（1995年）

### ナレーション
- カイロプラクティックマニュアル
- ビジュアルムー
- ボールエクササイズ

### 映画
- あなたの隣の神隠し
- 恐怖列車

### VP
- 産能研究所リサーチ
- 東電 IHクッキングヒーターPR
- 日産自動車 お客様対応スタンダード
- マックスバリュ（店頭CM）

### 舞台
- ガジャボイ追想（2004年、リコ）
- 連鎖街のひとびと（2004年、ハルビン・ジェニィ）
- ノスタルジック・カフェ 1971・あの時君は（2005年、大久保さゆり）
- もやしの唄（2006年、高野久里子）
- 煙が目にしみる（2006年、野々村礼子）
- ウェディングドレスに乾杯!（2007年、青梅揚羽）
- はい、チーズ!（2007年、浅岡正子）
- また逢う日まで（2008年、山村葉子）
- 翼（2008年、水田晶子）
- うちのダリアの咲いた日に（2009年、山内貴美子）